# 二氢吡喃
2,3-二氢吡喃，分子式 C5H8O。

## 性质
无色易燃液体，有类似醚的气味。溶于水和乙醇、乙醚等有机溶剂。
在少量酸催化下，与醇、酚类起加成反应，生成稳定的α-四氢吡喃醚类化合物。
该加成物是羟基的保护基，对氧化剂、碱、烃基锂、格氏试剂、催化加氢均较稳定，但遇无机酸会缓慢水解，生成原来的醇和5-羟基戊醛。

## 制取
由糠醛加氢生成四氢呋喃甲醇，再在氧化铝催化下加热（300～400℃）脱水重排制得。

## 用途
用于合成炔呋菊酯。二氢呋喃化学性质活泼，通过聚合、加氢、氧化等反应可制得四氢吡喃、戊二醇、戊二酸、戊内酯、戊二烯以及树脂类产品。